# Бен Мі
Бен Мі (англ. Ben Mee, нар. 23 вересня 1989, Сейл) — англійський футболіст, захисник клубу «Брентфорд».

## Клубна кар'єра
Народився 23 вересня 1989 року в місті Сейл, Великий Манчестер. Вихованець футбольної школи клубу «Манчестер Сіті». У 2008 році він був капітаном юнацької команди «містян», яка виграла Молодіжний кубок Англії. Незабаром після цього підписав дворічний контракт з клубом до 2011 року.
Влітку 2010 року відправився з «Манчестер Сіті» в передсезонне турне по США. Мі зіграв два матчі в цьому турне, проти клубів «Портленд Тімберз» і «Нью-Йорк Ред Буллз». Перед початком сезону 2010/11 отримав футболку з номером «41». 22 вересня Бен Мі дебютував в основному складі «Манчестер Сіті» в матчі Кубка Футбольної ліги проти «Вест Бромвіч Альбіон», в якому напіврезервний склад «Сіті» програв з рахунком 2:1.
1 січня 2011 року Бен Мі відправився в оренду в «Лестер Сіті», головним тренером якого на той момент був екс-головний тренер «Манчестер Сіті» Свен-Йоран Ерікссон. 22 січня Мі дебютував за «Лестер» у грі проти «Міллволла». Після закінчення сезону 2010/11 Мі повернувся в «Манчестер Сіті», зігравши за «Лестер» 15 матчів.

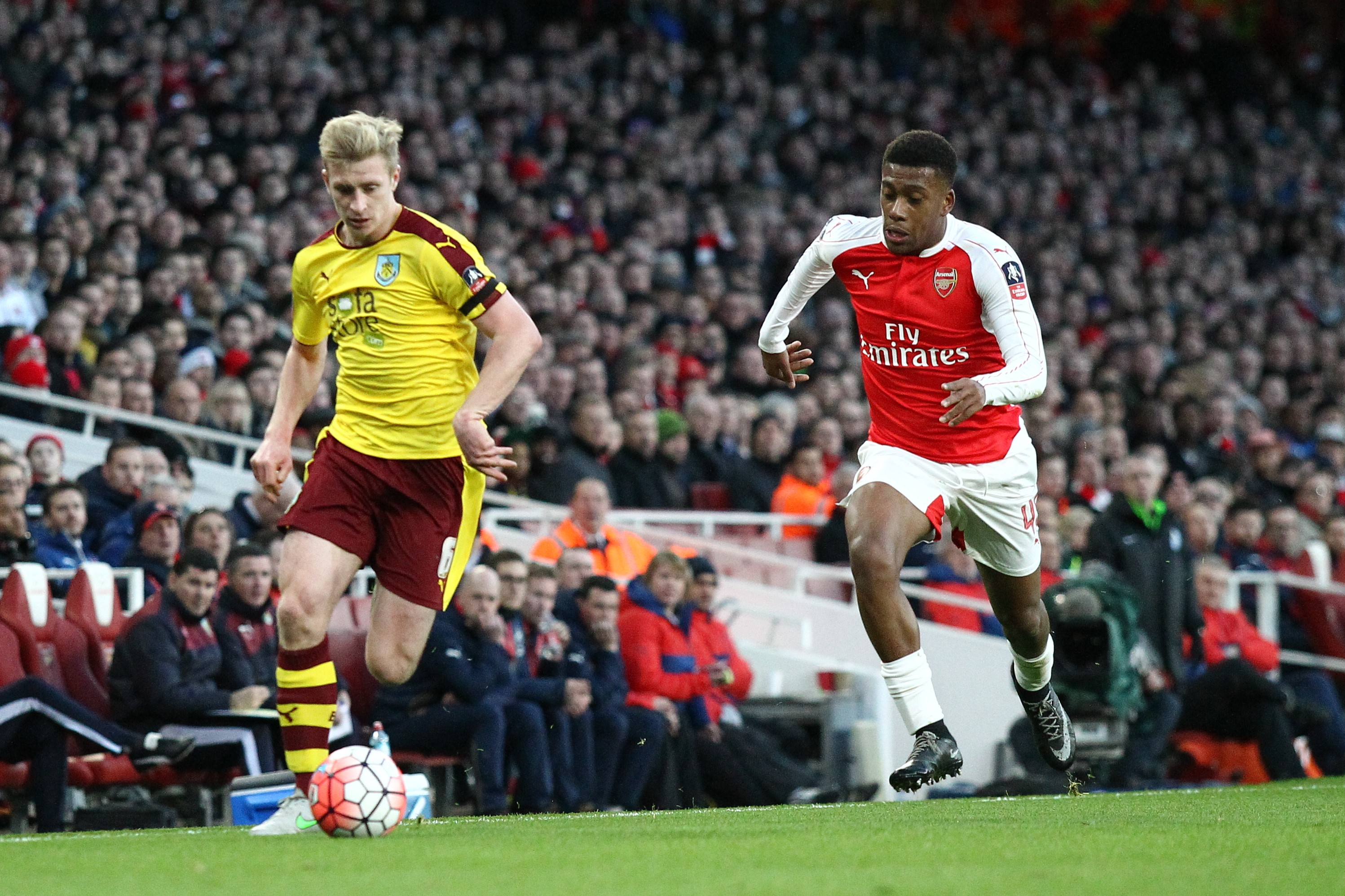
Бен Мі (ліворуч) в матчі проти «Арсеналу». 30 січня 2016 року.

14 липня 2011 року Бен відправився в сезонну оренду в «Бернлі». 19 липня дебютував у складі команди в товариській передсезонній грі проти «Бристоль Роверс». 6 серпня Мі дебютував за клуб в офіційній грі, вийшовши в стартовому складі в матчі Чемпіоншипа проти «Вотфорда», який завершився внічию з рахунком 2:2.
У січні 2012 року головний тренер «Бернлі» Едді Гау висловив бажання підписати контракт з Беном Мі на постійній основі. 17 січня 2017 року трансфер Мі в «Бернлі» відбувся, захисник підписав з «бордовими» контракт строком на три з половиною роки.
28 вересня 2012 року Бен Мі забив свій перший гол за «Бернлі» у матчі проти «Міллволла».
У сезоні 2013/14 Мі провів за «Бернлі» 38 матчів у Чемпіоншипі на позиції лівого захисника і допоміг своєму клубу вийти в Прем'єр-лігу.
30 липня 2014 року Мі продовжив свій контракт з «Бернлі» на три роки. 18 серпня 2014 року Бен дебютував у Прем'єр-лізі, вийшовши у стартовому складі «Бернлі» у грі проти «Челсі». 21 лютого 2015 року Мі зрівняв рахунок у грі з «Челсі» на «Стемфорд Брідж» на 81-й хвилині матчу, який завершився внічию 1:1.
14 липня 2016 року Бен Мі продовжив контракт з «Бернлі» ще на три роки. Станом на 2 липня 2020 року відіграв за клуб з Бернлі 300 матчів в національному чемпіонаті.

## Виступи за збірні
2007 року дебютував у складі юнацької збірної Англії (U-19), загалом на юнацькому рівні взяв участь у 8 іграх, відзначившись одним забитим голом.
16 листопада 2010 року дебютував у складі збірної Англії до 21 року у матчі проти Німеччини. 8 лютого 2011 року провів свій другий (і останній) матч за молодіжну збірну Англії, вийшовши на поле в грі проти Італії.

## Статистика виступів

### Статистика клубних виступів
| Сезон              | Команда            | Чемпіонат          | Чемпіонат | Чемпіонат | Національний кубок | Національний кубок | Національний кубок | Континентальні кубки | Континентальні кубки | Континентальні кубки | Інші змагання | Інші змагання | Інші змагання | Усього | Усього |
| Сезон              | Команда            | Ліга               | Ігор      | Голів     | Ліга               | Ігор               | Голів              | Ліга                 | Ігор                 | Голів                | Ліга          | Ігор          | Голів         | Ігор   | Голів  |
| ------------------ | ------------------ | ------------------ | --------- | --------- | ------------------ | ------------------ | ------------------ | -------------------- | -------------------- | -------------------- | ------------- | ------------- | ------------- | ------ | ------ |
| 2010-січ. 2011     | «Манчестер Сіті»   | ПЛ                 | 0         | 0         | КА+КЛ              | 0+1                | 0                  | -                    | -                    | -                    | -             | -             | -             | 1      | 0      |
| січ.-черв. 2011    | «Лестер Сіті»      | ЧФЛ                | 15        | 0         | КА+КЛ              | 0+0                | 0                  | -                    | -                    | -                    | -             | -             | -             | 15     | 0      |
| 2011–12            | «Бернлі»           | ЧФЛ                | 31        | 0         | КА+КЛ              | 1+3                | 0                  | -                    | -                    | -                    | -             | -             | -             | 35     | 0      |
| 2012–13            | «Бернлі»           | ЧФЛ                | 19        | 1         | КА+КЛ              | 0+2                | 0                  | -                    | -                    | -                    | -             | -             | -             | 21     | 1      |
| 2013–14            | «Бернлі»           | ЧФЛ                | 38        | 0         | КА+КЛ              | 0+3                | 0                  | -                    | -                    | -                    | -             | -             | -             | 41     | 0      |
| 2014–15            | «Бернлі»           | ПЛ                 | 33        | 2         | КА+КЛ              | 2+0                | 0                  | -                    | -                    | -                    | -             | -             | -             | 35     | 2      |
| 2015–16            | «Бернлі»           | ЧФЛ                | 46        | 2         | КА+КЛ              | 2+1                | 0                  | -                    | -                    | -                    | -             | -             | -             | 49     | 2      |
| 2016–17            | «Бернлі»           | ПЛ                 | 34        | 1         | КА+КЛ              | 1+0                | 0                  | -                    | -                    | -                    | -             | -             | -             | 35     | 1      |
| 2017–18            | «Бернлі»           | ПЛ                 | 29        | 0         | КА+КЛ              | 1+0                | 0                  | -                    | -                    | -                    | -             | -             | -             | 30     | 0      |
| 2018–19            | «Бернлі»           | ПЛ                 | 38        | 0         | КА+КЛ              | 0+1                | 0                  | ЛЄ                   | 4                    | 0                    | -             | -             | -             | 43     | 0      |
| 2019–20            | «Бернлі»           | ПЛ                 | 29        | 0         | КА+КЛ              | 0+0                | 0                  | -                    | -                    | -                    | -             | -             | -             | 29     | 0      |
| Усього за «Бернлі» | Усього за «Бернлі» | Усього за «Бернлі» | 297       | 6         |                    | 17                 | 0                  |                      | 4                    | 0                    |               | -             | -             | 318    | 6      |
| Усього за кар'єру  | Усього за кар'єру  | Усього за кар'єру  | 312       | 6         |                    | 18                 | 0                  |                      | 4                    | 0                    |               | -             | -             | 334    | 6      |